# Jumping the Broom
Pour plus de détails, voir Fiche technique et Distribution.
Jumping the Broom est une comédie romantique réalisée en 2011 par Salim Akil.

## Synopsis
C'est l'histoire de la rencontre de deux familles pour le mariage de leurs enfants Jason Taylor et Sabrina Watson. 
Sabrina Watson, une jeune célibataire va faire la rencontre de son futur mari Jason Taylor, dans un léger accident de voiture. 
Après 5 mois de relation, Jason Taylor, la demandera en mariage. Ce qui va suivre l'organisation.
Sabrina Watson fera la connaissance de la mère de son fiancé Pam, qui n'est pas très ravie de ce mariage jugé précipité selon elle. Et va très bien le faire comprendre à la famille de sa future belle-fille. 
Ce qui suit une mésentente entre les deux futures belles-mères.

## Fiche technique
- Date de sortie : 6 mai 2011 aux États-Unis
- Réalisateur : Salim Akil
- Scénariste : Elizabeth Hunter et Arlene Gibbs
- Société de production :  TriStar Pictures
- Producteur : Salim Akil
- Montage :  Terilyn A. Shropshire
- Costumes : Martha Curry
- Décors :  Brian Enman
- Direction artistique : Ewen Dickson
- Musique :  Ed Shearmur
- Photo : Anastas N. Michos
- Langue : anglais
- Genre : comédie romantique
- Durée : 112 minutes

## Distribution
- Laz Alonso (VF: Jean-Baptiste Anoumon) : Jason Taylor
- Paula Patton (VF : Laura Blanc) : Sabrina Watson
- Angela Bassett (VF: Maïk Darah) : Mrs Watson
- Loretta Devine (VF: Monique Thierry) : Mrs. Taylor
- Tasha Smith : Shonda
- Valérie Pettitford : Tante Geneva
- Julie Bowen  : Amy
- Meagan Good (VF: Géraldine Asselin) : Blythe
- DeRay Davis (VF: Frantz Confiac) : Malcolm
- Mike Epps (VF: Jean-Paul Pitolin) : Willie Earl
- Pooch Hall : Ricky
- Romeo : Sebastian (as Romeo Miller)
- Brian Stokes Mitchell (VF: Thierry Desroses) : Mr. Watson
- Gary Dourdan : Chef
- T. D. Jakes (VF: Saïd Amadis) : Reverend James
- El DeBarge : Singer
- Tenika Davis : Lauren